# Gare de Chanteloup-les-Vignes
Ne doit pas être confondu avec Rougemont - Chanteloup (tramway d'Île-de-France).
La gare de Chanteloup-les-Vignes est une gare ferroviaire française de la ligne de Paris-Saint-Lazare à Mantes-Station par Conflans-Sainte-Honorine, située dans la commune de Chanteloup-les-Vignes (département des Yvelines).
C'est une gare SNCF desservie par les trains du réseau Transilien Saint-Lazare (ligne J). Elle se situe à 31,1 km de la gare de Paris-Saint-Lazare.

## La gare

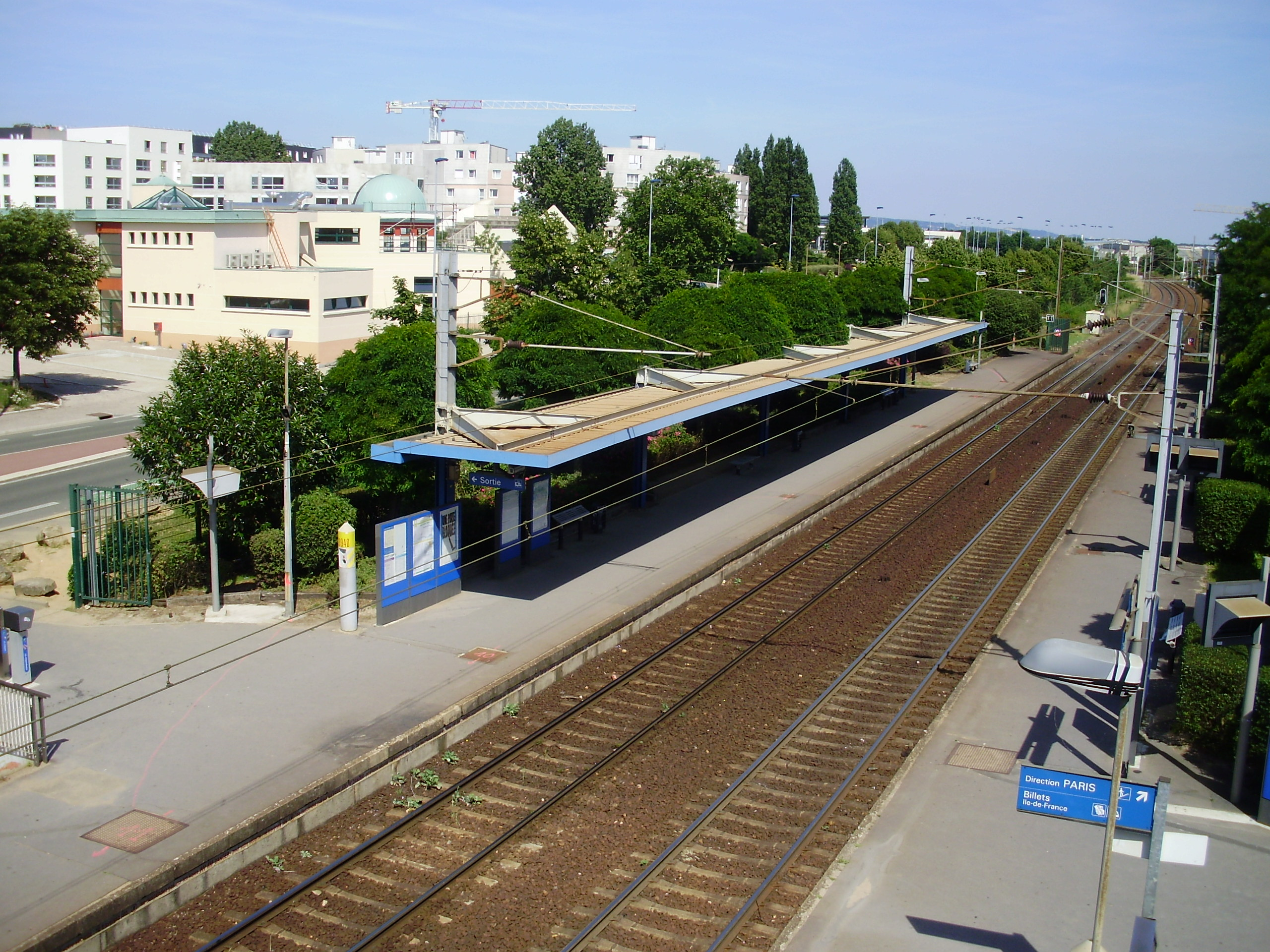
Vue des quais en direction de Paris,
quai de gauche pour Paris,
quai de droite pour Mantes-la-Jolie

Elle est desservie par les trains du réseau Saint-Lazare du Transilien. Elle se situe à 31,1 km de la gare de Paris-Saint-Lazare.

## Fréquentation
De 2015 à 2023, les estimations de la SNCF sont les suivantes :
| Année         | 2015    | 2016    | 2017    | 2018    | 2019    | 2020    | 2021    | 2022    | 2023    |
| ------------- | ------- | ------- | ------- | ------- | ------- | ------- | ------- | ------- | ------- |
| Fréquentation | 838 046 | 823 290 | 796 777 | 757 040 | 719 119 | 331 726 | 826 353 | 948 491 | 931 600 |

## Intermodalité
La gare est desservie par les lignes 32 et 41 du réseau de bus de Poissy - Les Mureaux.